# Mike James (Basketballspieler, 1975)
Michael Lamont James (* 23. Juni 1975 in Copiague, Long Island, New York) ist ein ehemaliger US-amerikanischer Basketballspieler.

## Karriere
Michael Lamont James begann seine Profikarriere zwischen 1998 und 1999 in St. Pölten (Österreich). Er wechselte dann 1999–2000 nach Châlons-en-Champagne in Frankreich, wo er 28 Spiele bestritt. 
Er wurde nie gedraftet und unterschrieb dennoch 2001 einen Vertrag bei den Miami Heat in der NBA. 
Er wechselte dann innerhalb der NBA zuerst zu den Boston Celtics (2003), dann zu den Detroit Pistons (2004), den Milwaukee Bucks (2004), den Houston Rockets (2005) und den Toronto Raptors (2005), wo er seinen Durchbruch mit 20,3 Punkten und 5,8 Assists pro Spiel feierte.
Nach der Saison unterschrieb er einen Vertrag über vier Jahre für rund 20 Millionen Dollar bei den Minnesota Timberwolves. Bei den Wölfen agierte der Spielmacher bis zum 14. Juni 2007. Dann wurde er mit seinem Teamkollegen Justin Reed in einem Trade gegen Juwan Howard zu den Houston Rockets abgegeben. Am 21. Februar 2008 wechselte Mike James mit seinem Teamkollegen von den Houston Rockets, Bonzi Wells, zu den New Orleans Hornets im Tausch für Bobby Jackson und Adam Haluska. Anschließend spielte er für New Orleans als Backup Point Guard für Chris Paul.
Seine Statistiken in der Saison 07/08 waren 2,3 Punkte, 0,8 Rebounds und 0,3 Assists pro Spiel. Auch in der Saison 2008/09 saß er bei den Hornets meist auf der Bank, bis er Ende November 2008 für Antonio Daniels zu den Washington Wizards getradet wurde. Dort stand er fast durchgehend in der Starting Five und überzeugte durch gute Dreierquoten und sein Passspiel.
Ab Januar 2012 spielte er für die Chicago Bulls. Trotz solider Statistiken erhielt James keinen neuen Vertrag in Chicago zur Saison 2012/2013. James trainierte daraufhin bei mehreren Teams zur Probe, ohne einen Vertrag zu erhalten. Im Januar 2013 entschloss sich James schließlich in die NBA Development League zu wechseln und unterzeichnete einen Vertrag bei den Texas Legends, dem Farmteam der Dallas Mavericks. Kurz nach seinem Debüt für die Legends erhielt James einen auf 10 Tage befristeten Vertrag bei den Mavericks. Nach einem weiteren 10-Tagesvertrag bekam James einen Vertrag für die verbleibende Saison.
Im September 2013 kehrte James zurück zu den Chicago Bulls, wurde dort jedoch bereits am 16. Dezember 2013 wieder entlassen und kam nur zu sieben Einsätzen.
Nachdem Point Guard Kirk Hinrich der Chicago Bulls Ende Januar 2014 verletzungsbedingt ausgefallen war, unterschreibt Mike James am 22. Januar 2014 einen 10-Tages-Vertrag bei den Chicago Bulls. Nach Ablauf seines 10-Tages-Vertrages bei den Chicago Bulls wurde vorerst nicht verlängert. Am 10. April 2014 kehrt James wieder zu den Chicago Bulls zurück. Dort unterschrieb er einen Vertrag für den Rest der Saison 2013/14. Zur Saison 2014/15 kehrte James zunächst in die D-League zu den Texas Legends zurück. 2015 beendete er seine Karriere.

## Erfolge
- Nominierung zum All-Atlantic 10 Conference first Team (1998)
- Gewinn der Österreichischen Meisterschaft mit St. Pölten (1998/99)
- Teilnahme am österreichischen All-Star Game (1999)
- NBA-Meisterschaft mit den Detroit Pistons (2004)
- Gewinner des 3-Stock Awards (2008)